# Altetopfstraße 16 (Quedlinburg)

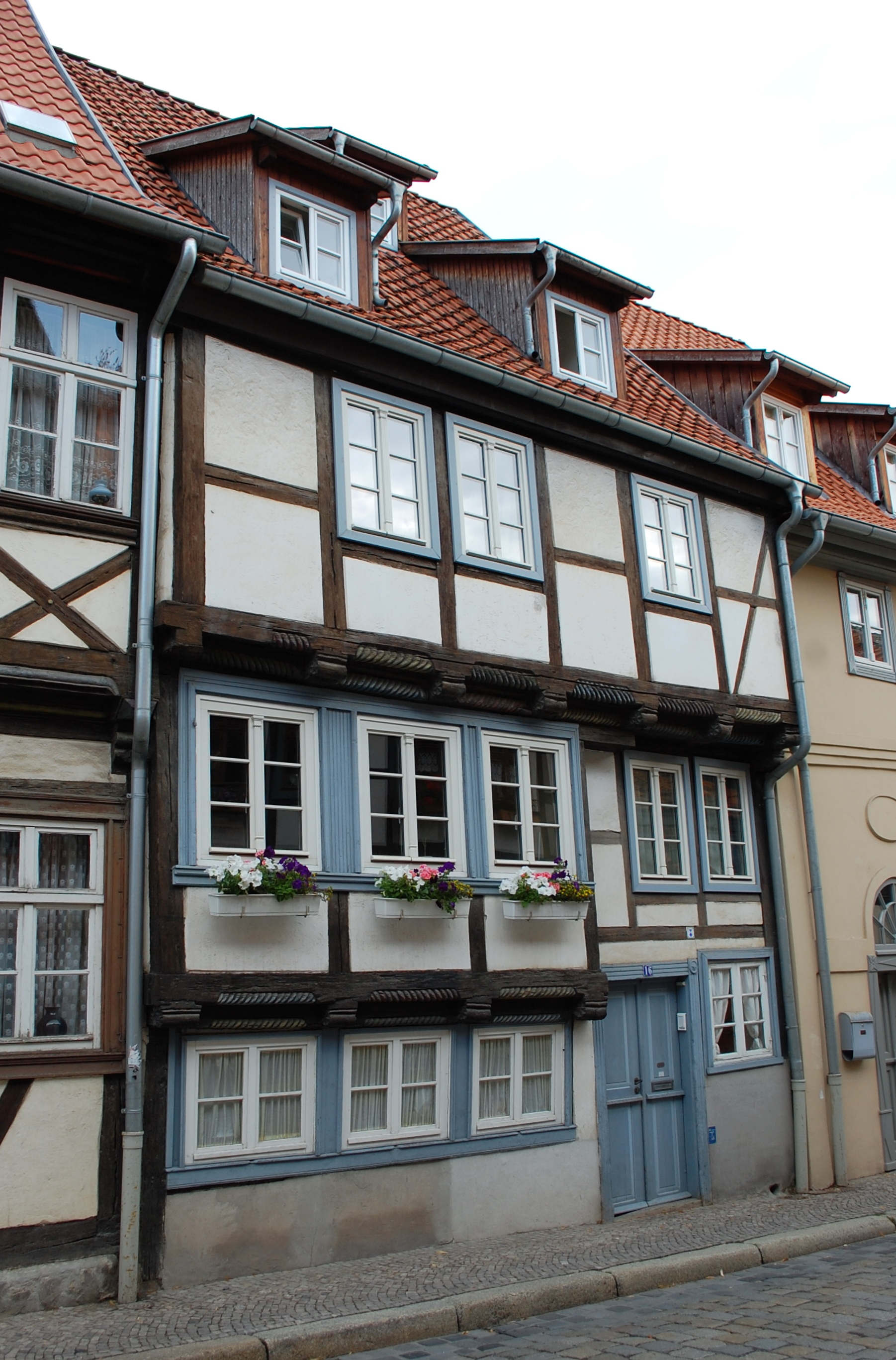
Haus Altetopfstraße 16

Das Haus Altetopfstraße 16 ist ein denkmalgeschütztes Gebäude in der Stadt Quedlinburg in Sachsen-Anhalt. Es ist im Quedlinburger Denkmalverzeichnis als Handwerkerhof eingetragen und gehört zum UNESCO-Weltkulturerbe.

## Lage
Das Gebäude befindet sich südlich der historischen Quedlinburger Altstadt. Westlich grenzt das gleichfalls denkmalgeschützte Haus Altetopfstraße 15, östlich das Haus Altetopfstraße 17 an.

## Architektur und Geschichte
Das Untergeschoss des zweigeschossigen Fachwerkhauses verfügt über ein Zwischengeschoss. Der Bau des Gebäudes erfolgte in der Zeit um 1620. An der Fassade finden sich für die Bauzeit typische Zierformen wie Taustab an der Stockschwelle, Füllhölzer und Zylinderbalkenköpfe mit Kerbschnittrosetten.
Für die Fenster des unteren Teils des Erdgeschosses wird das Vorhandensein von Klappläden beschrieben, die auf den hier ursprünglich bestehenden Laden eines Handwerkers hinweisen.
Auf der Nordseite des Hofs befindet sich ein Torhaus zur Wallstraße hin.